# Бирюковский (Челябинская область)
Бирюковский — посёлок в Уйском районе Челябинской области России. Входит в состав Кидышевского сельского поселения.

## География
Посёлок находится в центральной части Челябинской области, в лесостепной зоне, на левом берегу реки Уй, на расстоянии 29 км (по прямой) к юго-востоку от села Уйское, административного центра района. Абсолютная высота — 267 м над уровнем моря.
Часовой пояс
Посёлок Бирюковский, как и вся Челябинская область, находится в часовой зоне МСК+2. Смещение применяемого времени относительно UTC составляет +5:00.

## Население
| 2002 | 2010 |
| ---- | ---- |
| 328  | ↘231 |

Гендерный состав
По данным Всероссийской переписи населения 2010 года, в гендерной структуре населения мужчины составляли 48,1 %, женщины —  51,9 %.
Национальный состав
Согласно результатам переписи 2002 года, в национальной структуре населения русские составляли 62 %.

## Улицы
- ул. Набережная,
- ул. Советская,
- ул. Труда,
- ул. Школьная,
- ул. Юбилейная[6].